# 血管外膜
血管的外膜（Tunica adventita/Tunica externa）是指包在血管最外的一層疏鬆結締組織組成的膜，其主要功能是爲血管壁的細胞提供養分（Loose Connective Tissue），另外，血管受損時，外膜中的成纖維細胞能對外膜進行一定修復。較大的動脈其外膜與中膜（Tunica media）之間有外彈性膜（External Elastic Membrane）結構。